# 5 Bemerkungen zum Dokumentarfilm
5 Bemerkungen zum Dokumentarfilm ist ein Dokumentarfilm aus Deutschland in Schwarzweiß der Regisseurin Gisela Tuchtenhagen aus dem Jahr 1974. Der Film wurde am 11. Oktober 1974 auf West 3 zum ersten Mal ausgestrahlt. Er behandelt die Merkmale, Produktionsbedingungen und Ziele des Dokumentarfilms im medienpolitischen Umfeld der BRD in den 1970er Jahren.

## Inhalt
Der Film entwickelt 5 Fragestellungen zum Dokumentarfilm vor dem Hintergrund der medienpolitischen Situation der frühen 1970er Jahre in der BRD. Folgende Themen werden entwickelt: (1) der persönliche Zugang des Filmemachers Klaus Wildenhahn zu seinem Beruf; (2) der technisch-handwerkliche Zugang des Kameramannes Rudolf Körösi; (3) die Entwicklung des Dokumentarfilmes anhand der Britischen Schule des Dokumentarfilms von John Grierson; (4) die Arbeitsbedingungen und politischen Rahmenbedingungen der Produktion von Dokumentarfilmen bei WDR und NDR; (5) die konstitutiven Merkmale des gesellschaftlich relevanten Dokumentarfilms.
Ausgangspunkt des Filmes ist eine Publikation von Klaus Wildenhahn unter dem Titel Über den dokumentarischen und synthetischen Film, aus welcher ausgiebig zitiert wird. Die darin vertretenen Thesen stellen den inhaltlichen roten Faden des Filmes dar.
Neben Interviews mit Rudolf Körösi, Peter Nestler und Klaus Wildenhahn, Diskussionsrunden mit Redakteuren des WDR und Kameraassistenten des NDR und einer Reflexion von Angelika Wittlich ist der Film mit zahlreichen Filmzitaten unterlegt. In der Reihenfolge der Präsentation werden folgende Dokumentarfilme ausschnittweise gezeigt:
- Ein Jazzorganist aus Amerika, 1965. Regie Klaus Wildenhahn
- In der Fremde, 1967. Regie: Klaus Wildenhahn
- Drifters, 1929. Regie: John Grierson
- Coalface, 1935.  Regie: Alberto Cavalcanti
- Ödenwaldstetten, 1964.  Regie: Peter Nestler
- Att vara Zigarne, 1970. Regie: Peter Nestler
- Die Liebe zum Land, 1973. Regie: Klaus Wildenhahn

Die in diesem Film vertretenen Thesen zum Dokumentarfilm lassen sich wie folgt zusammenfassen: (1) Indem der Dokumentarfilm scheinbar Nebensächliches wahrnimmt, zerstört er die Werbewirkung des Offiziellen. Ähnlich wie der Jazz der Schwarzen in den USA erschaffe er eine Gegenöffentlichkeit. (2) Nicht der Macher/Sprecher des Dokumentarfilms sei der wichtigste Protagonist des Dokumentarfilms, sondern die Dargestellten selbst. (3) Grundvoraussetzungen der Produktion sei die Finanzierung durch öffentlich-rechtliche Anstalten, um so der Kommerzialisierung der privaten Filmindustrie zu entgehen. (4) Der Zusammenarbeit von Dokumentarfilmern, Kamerapersonen und -assistenten sowie Drehbuchautoren über das einzelne Projekt hinaus komme im Sinne einer redaktionsübergreifenden Vernetzung große Bedeutung zu. (5) Der „Sonderstatus der Dokumentaristen“ sei zwischen dem Kompetenzgerangel in den Redaktionen und den politischen Rahmenbedingungen und Machtverhältnissen angesiedelt und müsse die bestehenden Freiräume nutzen. (6) Der Dokumentarfilm ziele auf die Veröffentlichung von gegenwärtigen Zuständen, die in sich Hoffnung auf eine bessere Zukunft tragen.

## Rezeption
In einer öffentlichen Vorführung des Filmes im Rahmen der Dokumentarfilmwoche Hamburg  im April 2017 äußern sich die anwesenden Gisela Tuchtenhagen, Peter Nestler und Klaus Wildenhahn über die Entstehung und die Rezeption des Filmes. Hier betont Gisela Tuchtenhagen, dass es nach der Ausstrahlung des Films heftige Kritik an Angelika Wittlich gegeben hatte, insbesondere bezüglich ihrer Bemerkungen zu den herrschenden Produktionsbedingungen in öffentlich-rechtlichen Fernsehanstalten.